# Михай Бенюк
Михай Бенюк (на румънски: Mihai Beniuc) (20 ноември 1907 - 24 юни 1988) е румънски поет, прозаик, общественик, психолог, академик (1955). Деец на работническото движение. Той е един от организаторите на румънския антифашиски фронт.

## Творчество
- „Песни за гибелта“, стихосбирка, 1938 г.
- „Загубен град“, стихосбирка, 1943 г.
- „Няколко поеми“, стихосбирка, 1953 г.
- "Начело комунистите!", стихосбирка, 1954 г.
- "Сърцето на стария Везувий", стихосбирка, 1957 г. и др.